# Davor Popović
Davor Popović (nacido el 23 de septiembre de 1946, en Sarajevo, Bosnia & Herzegovina, fallecido el 18 de junio de 2001) era un cantante bosnio.

## Vida
Davor Popović nació el 23 de septiembre de 1946 en Sarajevo, Bosnia y Herzegovina. Su nombre era Davorin aunque en el círculo más estrecho de la familia y los amigos siempre le llamaban Davor.
Debutó en la música en los 60 con el grupo Indexi, con los que consiguió cierto éxito en la antigua Yugoslavia. Más tarde comenzó su carrera en solitario durante la cual lanzó varios álbumes y un sencillo.

## Eurovisión
Davor participó en el Festival de la Canción de Eurovisión 1995 representando a Bosnia y Herzegovina con la canción Dvadeset i prvi vijek, con la que consiguió el 19º lugar de 23 participantes

## Discografía

### Singles
- Ja sam uvijek htio ljudima da dam / Crveno svjetlo (1976)

### Álbumes
- Svaka je ljubav ista osim one prave (1976)
- S tobom dijelim sve (1984)
- S tobom dijelim sve(nueva versión) (1996)